# Макдугалл, София
София Мак-Дугалл (родилась в 1981) — английский писатель, драматург и поэт, автор трилогии в жанре альтерантивной истории. Автор представляет мир, в котором Римская империя не пала в 476 году нашей эры, а сумела выжить и сохранилась до наших времен. Изучала Английский язык в Оксфорде. Граждане Рима — её дебютный роман. Также написала две пьесы: Jacob’s Children и The Ribbon Cage.

## Книги
- Граждане Рима (2005)[2]
- Падение Рима (2006)
- Часть Третья (2007)